# ディーター・ライター
ディーター・ライター（ドイツ語: Dieter Reiter、1958年5月19日 - ）はドイツの政治家で、バイエルン州の州都ミュンヘンの市長である。また、ドイツ社会民主党の党員である。

## 経歴
シュヴァーベン行政管区のライン生まれ。ホーフのバイエルン行政司法大学で学び、1981年に卒業した。2014年3月30日、56.7％の得票率でミュンヘン市長に選出され、1993年から2014年まで市長を務めたクリスティアン・ウデの後任となった。
2021年、ライターはハンガリーの反LGBT法に抗議するため、UEFAユーロ2020のスタジアムを虹色に照らすことを提案したが、これはUEFAによって却下された。

## その他の活動

### 企業役員
- ルートヴィヒ・マクシミリアン大学ミュンヘン、評議員[5]
- ミュンヘン工科大学、評議員[6]
- ドイツ博物館、評議員
- Ifo経済研究所、評議員[7]
- ver.di、メンバー

### 非営利組織（NPO）
- FCバイエルン、諮問委員会メンバー[8]
- シュタットベルケ・ミュンヘン（SWM）、監査役会会長（充て職）
- ミュンヘン空港、監査役会メンバー（充て職）
- メッセ・ミュンヘン、職権による監査役会メンバー

## 私生活
ライターは2度の結婚歴があり、最初の結婚で息子をもうけた。2番目の妻ペトラには、以前の交際相手との間にもうけた2人の子供がいる。